# Overzichtstentoonstelling
Een overzichtstentoonstelling of retrospectief dan wel retrospectieve (dat 'terugblikkend' betekent) is in het algemeen een grote tentoonstelling van bijvoorbeeld een kunstenaar, veelal op gevorderde leeftijd of overleden, waarvan een overzicht wordt gegeven van zijn oeuvre en leven en van tijdgenoten, zodat inzicht wordt gegeven in de verbanden met andere kunststromingen en kunstenaars, en duidelijk wordt, door wie de kunstenaar is geïnspireerd en beïnvloed en wie hij op zijn beurt heeft beïnvloed.

## Overzichtstentoonstellingen
Voorbeelden van gehouden overzichtstentoonstellingen zijn:
- 1957 - Johannes Itten in het Stedelijk Museum te Amsterdam
- 1995/1996 - Franz von Stuck in het Van Gogh Museum te Amsterdam
- 2006 - van het werk van Rembrandt op diverse plaatsen